# باول موران (صحفي)
باول موران (بالإنجليزية: Paul Moran)‏ هو مصور حربي ‏ وصحفي أسترالي، ولد في 30 مايو 1963 في أديلايد في أستراليا، وتوفي في 22 مارس 2003.